# Annemie Turtelboom
Annemie Turtelboom (Ninove, 22 novembre 1967) è una politica belga fiamminga, membro dei Liberali e Democratici Fiamminghi Aperti.
Ha ricoperto diversi incarichi a livello federale: in primo luogo, come Ministro della migrazione e dell'asilo nei governi Leterme I e Van Rompuy e poi come ministro degli Interni nei governi Van Rompuy, Leterme II e infine come ministro della giustizia nel Governo Di Rupo fino al 25 luglio 2014, quando entra nel governo fiammingo di Geert Bourgeois, come ministro delle Finanze, del bilancio e dell'energia. Si è dimessa 29 aprile 2016.

## Biografia
Annemie Turtelboom è cresciuta a Zandbergen, una località della città di Geraardsbergen. È membro del consiglio comunale di Puurs, sobborgo della città di Anversa dal 2006. È sposata e ha due figli.
Turtelboom ha studiato economia, prima a Bruxelles e poi alla Katholieke Universiteit Leuven (KU Leuven) a Lovanio, ha conseguito rispettivamente il diploma di insegnamento e una laurea in economia.
Alla KULeuven, è stata Presidente dei studenti democristiani. Pertanto, ha iniziato la sua carriera politica nel Christelijke Volkspartij (CVP). Nel 2001 ha formato con Johan Van Hecke, Karel Pinxten un ramo dissidente del PPD, il Christen-Democraten Nieuwe (partito dei cristiani NDP NCD). Il PPD è diventato la CD & V mentre si è unita transitoriamente la NCD alla VLD. Fino al 2003 è stata responsabile per la formazione in marketing presso la Katholieke Hogeschool Leuven. Dal 2003 al 2007 è stata eletta nelle liste della Open VLD nel Parlamento federale, dove si è concentrata per gli affari sociali, l'occupazione e le pensioni. Nella formazione del governo Leterme I nel 2008 e il governo Van Rompuy nel 2009, è stata nominata Ministro della migrazione e dell'asilo. Ha dovuto lottare duramente con il problema dei senza documenti ed è stata fortemente criticata per il suo atteggiamento rigido nei confronti di Maria Arena (PS), il suo ex collega nel Consiglio dei Ministri e Ministro per l'Integrazione sociale..
Quando è avvenuto il rimpasto del governo Van Rompuy, il 17 luglio 2009 Turtelboom ha assunto la leadership del Ministero degli Interni al suo collega di partito Guido De Padt. Lei è la prima donna a ricoprire questa posizione in Belgio. Il 4 marzo 2011 il suo partito ha ottenuto il premio "saumon bleu", un premio per cui le donne della Open VLD intendono premiare coloro che "nuotano contro corrente" e svolgono un ruolo di primo piano nella politica economica o sociale..
È poi divenuta ministro della Giustizia nel governo Di Rupo.
Nel 2014 nonostante la sua elezione alla Camera dei Rappresentanti il 25 maggio ha scelto di sedersi nel governo fiammingo con il titolo di vice-ministro-presidente e lascia il governo federale, nel caso comune, il 25 luglio. È stata sostituita da Maggie De Block.
Il 29 aprile 2016 si è dimessa come Vice Primo Ministro e del bilancio del governo fiammingo, impugnata dalle Turteltaks, tassa sull'energia che si è stabilita.